# ياماتو مايدا
ياماتو مايدا (باليابانية: 前田大和؛ بالكانا: まえだ やまと) هو لاعب كرة قاعدة ياباني، ولد في 5 نوفمبر 1987 في كانويا في اليابان.

## وصلات خارجية
- ياماتو مايدا على موقع الدوري الياباني لكرة القاعدة (الإنجليزية)
- ياماتو مايدا على موقعبيزبول رفرنس.كوم (الدوري الثانوي) (الإنجليزية)